# American Airlines Flight 77
American Airlines Flight 77 var flightnumret på flighten mellan Washington Dulles International Airport i Washington, D.C. till Los Angeles International Airport i Los Angeles som den 11 september 2001 kapades och flögs in i Pentagon varpå 64 personer på planet och 125 personer i byggnaden dödades. 
Flygplanet var av typen Boeing 757-223 och det var det tredje planet den morgonen som kapades och flögs in i ett mål, 50 minuter från den första och en halvtimme efter den andra attacken som skedde i World Trade Center. Det var det enda planet där passagerarna inte bombhotades.
SR (Sveriges Radio) trodde först att det var en helikopter som havererat i Pentagon, men det visade sig vara ett kommersiellt flygplan.
5 barn i åldrarna 3,8 och 11 omkom på American Airlines Flight 77.

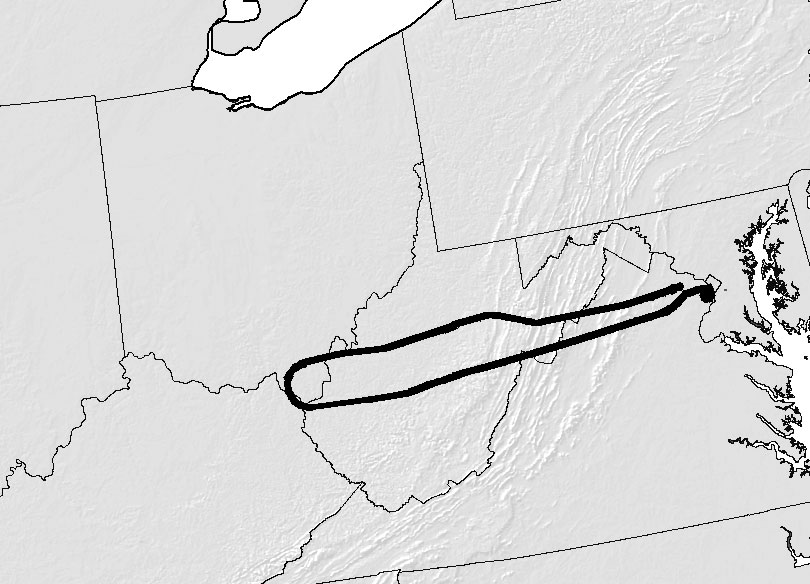
American Airlines Flight 77:s bana från Washington, D.C. till Pentagon (öster om flygplatsen).

Kaparna tros ha varit:
- Hani Hanjour (Saudier) - pilot
- Khalid al-Mihdhar (Saudier)
- Majed Moqed (Saudier)
- Nawaf al-Hazmi (Saudier)
- Salem al-Hazmi (Saudier)